# أرايال دو كابو
أرايال دو كابو (تلفظ برتغالي: ‎/ɐʁɐjˈaw du ˈkabu/‏) هي بلدية تقع في ولاية ريو دي جانيرو البرازيلية.